# Cymindis adusta
Cymindis adusta is een keversoort uit de familie van de loopkevers (Carabidae). De wetenschappelijke naam van de soort is voor het eerst geldig gepubliceerd in 1843 door L.Redtenbacher.